# 마르틴 아돌프 보어만
마르틴 아돌프 보어만(독일어: Martin Adolf Bormann, 1930년 4월 14일 ~ 2013년 3월 11일)은 독일의 신학자이자 로마 가톨릭 사제였다. 그는 마르틴 보어만의 10명의 자식들 중 장남이었다.

## 생애
보어만은 바이에른주 그룬발트에서 나치당 수상이자 아돌프 히틀러의 개인 비서였던 마르틴 보어만(1900–1945)과 그의 아내 게르다 부흐(1909–1946)의 10남매 중 장남으로 태어났다. 그는 아돌프 히틀러를 대부로 삼아 독일 복음주의 교회에서 세례를 받았다. 그의 부모는 기독교에 대한 적대감 때문에 그들의 후속 자녀들 중 일부에게 세례를 주지 않았고 그들의 자녀들을 종교적으로 양육하지 않았다. 크론프린츠(Kronprinz, 독일어로 왕세자)의 줄임말인 크뢴치(Krönzi)라는 별명을 가진 그는 열정적인 어린 나치 당원으로 1940년부터 1945년까지 티롤에 있는 마트레이 암 브레너 나치당 아카데미에 다녔다.
1945년 4월 15일, 학교는 문을 닫았고, 어린 마르틴은 뮌헨의 당직자 훔멜로부터 이탈리아 남부 티롤의 셀바/울켄슈타인 근처에 있는 아직도 독일이 점령하고 있는 발 가르데나/괴덴이라는 작은 마을에서 어머니에게 연락을 시도하라는 조언을 받았다. 그곳에 도착할 수 없었기 때문에, 그는 잘츠부르크에서 대관구지휘자가 허위 신분증을 제공한 곳에서 발이 묶인 자신을 발견했고, 잘츠부르크 알프스의 산 중간쯤에 있는 퀘를리트너호프에서 가톨릭 농부 니콜라우스 호헨바르터와 함께 환대를 받았다.

## 전쟁 이후
독일이 항복한 후, 그의 어머니 게르다는 미국과 영국의 합동 정보 기구인 CIC(Combined Intelligence Committee)의 장교들로부터 강도 높은 심문을 받았다. 1946년 3월 23일 메라노의 교도소 병원에서 위암으로 사망했다. 이듬해, 그는 잘츠부르크 나흐리히텐의 기사에서 어머니의 죽음을 알게 되었고, 호엔베르테르에게 자신의 진짜 신원을 고백했고, 호엔베르테르는 바이로퍼의 지역 사제에게 이 사실을 보고했다. 그 후, 사제는 마리아 키르히탈 교회의 총장에게 조언을 했고, 그는 그 소년을 그의 보살핌으로 데려갔다.
젊은 마르틴은 가톨릭으로 개종했다. 마리아 키르히탈에서 제단 소년으로 복무하는 동안, 그는 미국 정보부에 의해 체포되어 며칠 동안 심문을 받은 후 그의 교구로 돌려보내졌다. 그는 잉골슈타트에 있는 성심 선교회에 가입할 때까지 그곳에 머물렀다. 그는 형제 자매들과 다시 연락을 취할 수 있었는데, 한 명의 자매를 제외하고는 모두 가톨릭 교회에 받아들여졌다.

### 성직자로서의 삶
1958년 7월 26일 그는 사제 서품을 받았다. 1961년 새로 독립한 콩고(옛 벨기에령 콩고)로 보내져 1964년까지 선교사로 일하다가 심바의 반란으로 국외로 탈출해야 했다. 1966년, 그는 1년 동안 콩고로 돌아왔다.

### 사제가 된 후의 모습
1969년에 거의 치명적인 부상을 입은 후, 보어만은 코둘라라는 수녀에 의해 건강을 되찾았다. 그는 1970년대 초에 사제직을 떠났고, 그들은 나중에 그들의 서약을 포기하고 1971년에 결혼했다. 그들은 자식이 없었다.
보어만은 신학 교사가 되었고 1992년에 은퇴했다. 2001년, 그는 독일과 오스트리아의 학교들을 순회하며 제3제국의 공포에 대해 이야기했고, 홀로코스트 생존자들을 만나면서 이스라엘을 방문하기도 했다.
2011년, 보어만은 오스트리아 가톨릭 기숙학교의 전 학생으로부터 1960년대 초 보어만이 그곳에서 사제와 교장으로 일할 때 12살 때 그를 강간한 혐의로 기소되었다. 다른 이전 학생들은 자신들과 다른 학생들에게 심각한 신체적 폭력이 사용되었다고 주장했다. 이 시점에서 보어만은 치매를 앓고 있었고 비난에 대해 언급할 의사가 없거나 언급할 능력이 없었다. 이후 법적 절차는 진행되지 않았지만 오스트리아 가톨릭교회 신자들의 학대를 조사하기 위해 설립된 독립적인 클라스닉 위원회가 고소인에게 배상금을 지급했다.
2013년 독일 노르트라인베스트팔렌주 헤르데케에서 사망하였다.